# Sony Xperia TX
Le Sony Xperia TX est un smartphone conçu par la société Sony Mobile Communication appartenant à la gamme 2012 du constructeur. Orienté haut de gamme et uniquement destiné au marché américain, le Xperia TX est sensiblement équivalent au Sony Xperia T, son homologue dédié aux autres marchés, différant de ce dernier par la présence d'une batterie amovible sur le TX, ainsi que d'une batterie d'une capacité légèrement inférieure (1 750 mAh contre 1 850 mAh pour le Xperia T).